# Gare de Caudrot
Gare de Caudrot – przystanek kolejowy w Caudrot, w departamencie Żyronda, w regionie Nowa Akwitania, we Francji.
Został otwarty w 1855 przez Compagnie des chemins de fer du Midi et du Canal latéral à la Garonne. Jest przystankiem Société nationale des chemins de fer français (SNCF), obsługiwanym przez pociągi TER Aquitaine

## Położenie
Znajduje się na wysokości 21 m n.p.m., na 51,066 km linii Bordeaux – Sète, pomiędzy stacjami Saint-Pierre-d’Aurillac i Gironde.

## Linie kolejowe
- Bordeaux – Sète